# Каміонський Оскар Ісакович
Оскар Ісакович (Ісайович) Каміонський (рос. Оскар Исаевич Камионский, 18 (30) січня 1869, Київ — 15 (28) серпня 1917, Ялта) —український оперний і камерний співак (ліричний баритон), музичний педагог. Чоловік співачки Клари Брун.

## Біографія
Народився в купецькій родині. З дитинства навчався грі на скрипці, з 12 років брав участь у гімназійному хорі і співав соло (альт). В 1888—1891 роках навчався в Петербурзькій консерваторії (викладачі — К. Еверарді, С. Габель, О. Палечек). Всі роки навчання його підтримували відомі російські музиканти та педагоги: П. Чайковський, Ф. Блуменфельд, І. Тартаков, а також А. Рубінштейн. За сприяння останнього Каміонський по закінченню консерваторії вирушив до Італії, де вдосконалювався у вокальному мистецтві у А. Ронци та Ч. Россі. У 1892 році дебютував у партії Валентина в Неаполі, де співав протягом року (театр «Белліні», потім виступав також у театрі «Сан-Карло»). З успіхом виступав на оперних сценах різних італійських міст, зокрема в Королівському театрі в Афінах.
У 1893 році повернувся до Російської імперії, протягом 20 років успішно виступав в основному на провінційних оперних сценах. Свої найкращі роки провів у Києві, Одесі, Харкові. Час від часу співав у Петербурзі («Нова опера», антреприза  О. А. Церетелі, 1904-05; Народний дім, 1907) і Москві (Опера С. Зіміна, 1905-08). Гастролював за кордоном — в Монте-Карло (1907), в Японії (1909), Лондоні (1910), у Франції та Німеччині.
У 1904 році викладав у Київському музично-драматичному училищі М. Лєсневич-Носової. У 1915 році залишив сцену.

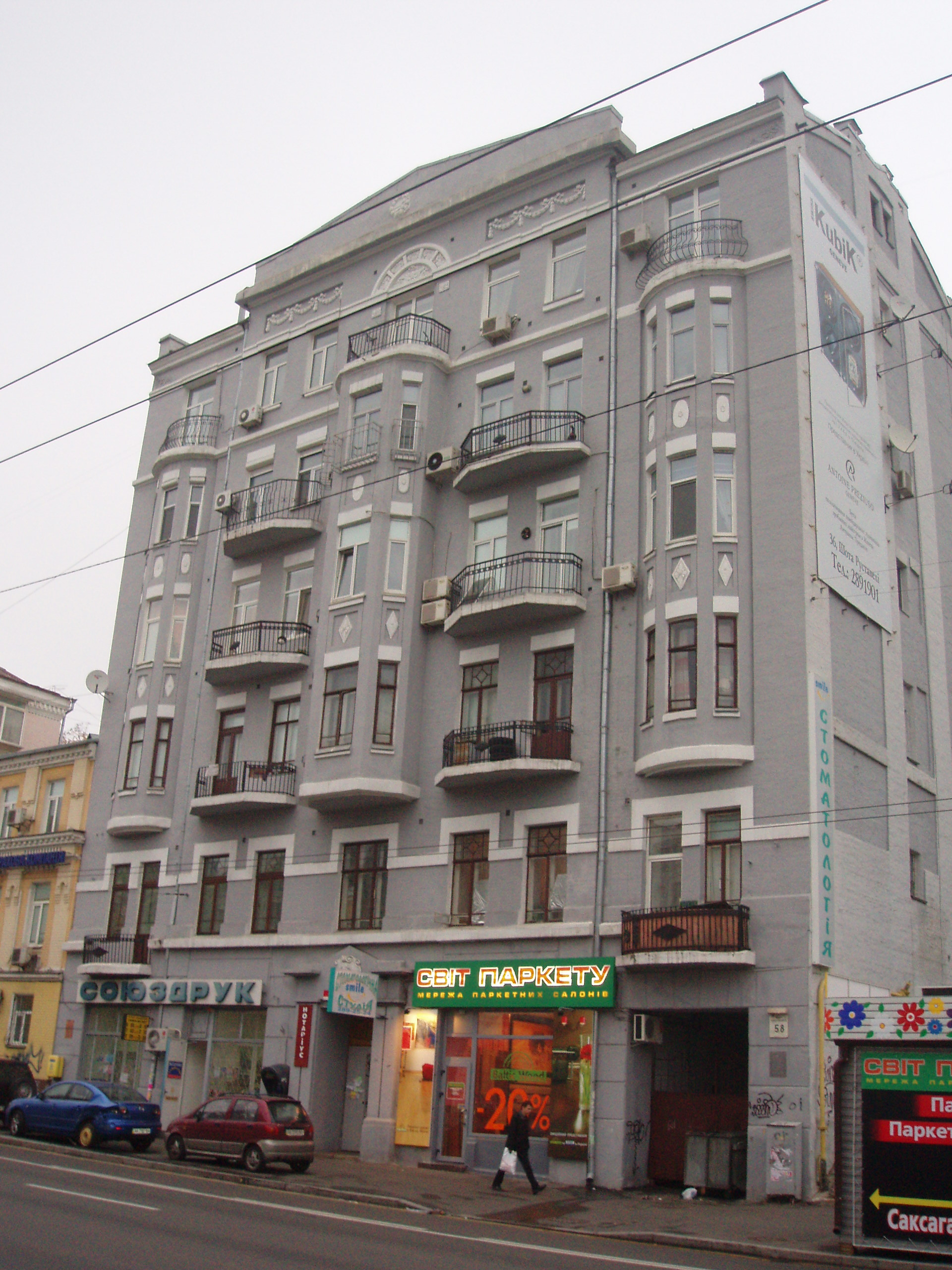
Будинок Каміонського в Києві, вул. Саксаганського, 58

Могила Клари Брун і Оскара Каміонського

Жив в Києві. Мав власний будинок по вул. Саксаганського, 58 (архітектор Йосип Зекцер). Помер 15 (28) серпня 1917 в Ялті. Похований в Києві на Байковому кладовищі (ділянка № 8а).

## Репертуар, записи
Оперні партії: Сміл Клен («Лісовий цар»); Гарін («Каморра»); Грязной («Царева наречена»); Онєгін («Євгеній Онегєн»), Мазепа («Мазепа» П. Чайковського), Фігаро («Севільський цирульник» Дж. Россіні, за відгуками преси, в цій партії був одним з найкращих на російській сцені), Граф ді Луна («Трубадур»), Амонасро, Ріголетто, Ренато, Скарпіа («Тоска»), Невер («Гугеноти»), Вольфрам; Демон («Демон» А. Рубінштейна), Єлецький («Пікова дама»); Дон Жуан («Дон Жуан») та багато інших.
В камерному репертуарі — твори Бетховена, А. Рубінштейна, Ц. Кюї та ін.
Популяризував твори українських композиторів, зокрема, М. Лисенка.
Записав на грамплатівки близько 400 творів: в Петербурзі («Граммофон», 1900, 1904, 1905, 1911; «Зонофон», 1903; «Пате», 1903, 1911; «Бека», 1905; «Орфеон» (Метрополь Корона), 1911; «Стелла» (РАОГ), 1911; «Анкер-рекорд»), в Тифлисі («Граммофон», 1902), в Києві («Граммофон», 1902, 1904; «Фаворит», Я4, 1912; «Екстрафон», 1913; «Артистотипія», 1913), в Москві («Граммофон», 1907—10, 1913; «Сирена», 1910), в Берліні (1910), в Варшаві («Сфінкс», 1914). Збережені записи перебувають в Музеї музичної культури ім. Глінки та Театральному музеї ім. Бахрушина.

## Галерея

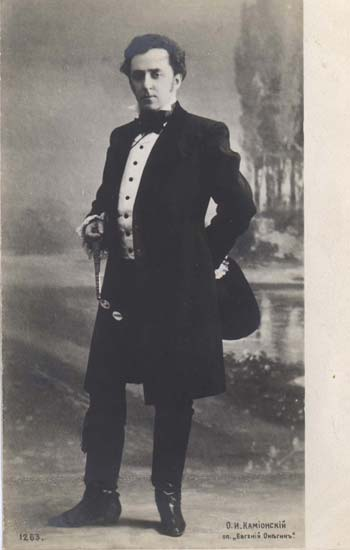
Оскар Каміонський — Онєгін в опері «Євгеній Онегін»
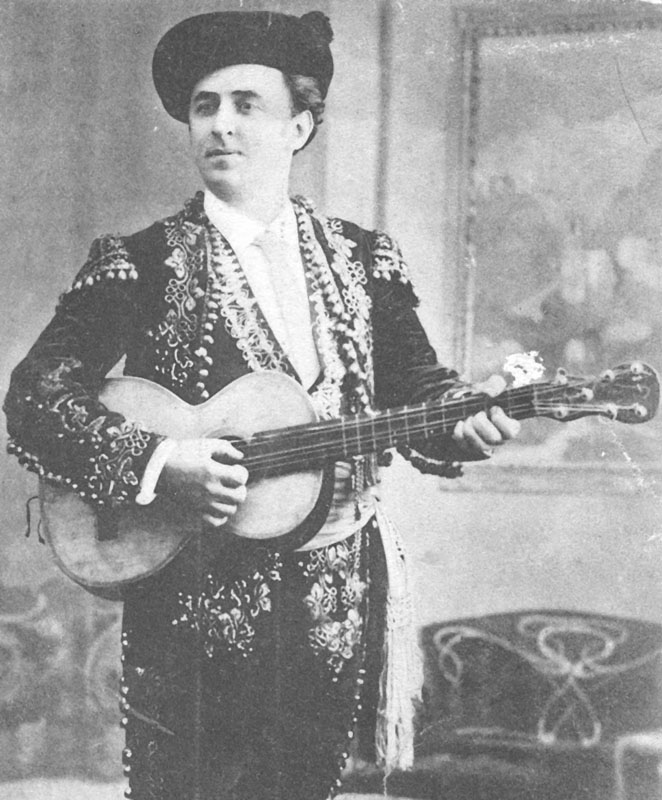
Оскар Каміонський — Фігаро в опері «Севільський цирульник